# Plekstrinski homologni domen
Plekstrinski homologni domen (PH domen) je proteinski domen sa približno 120 aminokiselina. On se javlja u širokom opsegu proteina koji učestvuju u intraćelijskoj signalizaciji ili su konstituenti citoskeletona.
Ovaj domen je prisutan u fosfatidilinozitolnim lipidima unutar bioloških membrana (kao što je fosfatidilinozitol (3,4,5)-trisfosfat i fosfatidilinozitol (4,5)-bisfosfat), i proteinima poput βγ-podjedinica heterotrimernih G proteina, i proteinske kinaze C. Putem tih interakcija, PH domeni učestvuju u regruitovanju proteina u različite membrane, te ih sortiraju u odgovarajuće ćelijske kompartmane ili im omogućavaju da formiraju interakcije sa drugim komponentama puteva prenosa signala.

## Potfamilije
- Spektrin/plekstrinu-sličan IPR001605

## Primeri
Sledeći geni kodiraju proteine sa PH domenom:
- ABR,  ADRBK1, ADRBK2, AFAP, AFAP1, AFAP1L1, AFAP1L2, AKAP13, AKT1, AKT2, AKT3, ANLN, APBB1IP, APPL1, APPL2, ARHGAP10, ARHGAP12, ARHGAP15, ARHGAP21, ARHGAP22, ARHGAP23, ARHGAP24, ARHGAP25, ARHGAP26, ARHGAP27, ARHGAP9, ARHGEF16, ARHGEF18, ARHGEF19, ARHGEF2, ARHGEF3, ARHGEF4, ARHGEF5, ARHGEF6, ARHGEF7, ARHGEF9, ASEF2,
- BMX, BTK,
- C20orf42, C9orf100, CADPS, CADPS2, CDC42BPA, CDC42BPB, CDC42BPG, CENTA1, CENTA2, CENTB1, CENTB2, CENTB5, CENTD1, CENTD2, CENTD3, CENTG1, CENTG2, CENTG3, CIT,  CNKSR1, CNKSR2, COL4A3BP, CTGLF1, CTGLF2, CTGLF3, * CTGLF4, CTGLF5, CTGLF6,
- DAB2IP, DAPP1, DDEF1, DDEF2, DDEFL1, DEF6, DEPDC2, DGKD, DGKH, DGKK, DNM1, DNM2, DNM3, DOCK10, DOCK11, DOCK9, DOK1, DOK2, DOK3, DOK4, DOK5, DOK6, DTGCU2,
- EXOC8,
- FAM109A, FAM109B, FARP1, FARP2, FGD1, FGD2, FGD3, FGD4, FGD5, FGD6,
- GAB1, GAB2, GAB3, GAB4, GRB10, GRB14, GRB7,
- IRS1, IRS2, IRS4, ITK, ITSN1, ITSN2,
- KALRN, KIF1A, KIF1B, KIF1Bbeta,
- MCF2, MCF2L, MCF2L2, MRIP, MYO10,
- NET1, NGEF,
- OBPH1, OBSCN, OPHN1, OSBP, OSBP2, OSBPL10, OSBPL11, OSBPL3, OSBPL5, OSBPL6, OSBPL7, OSBPL8, OSBPL9,
- PHLDA2, PHLDA3, PHLDB1, PHLDB2, PHLPP, PIP3-E, PLCD1, PLCD4, PLCG1, PLCG2, PLCH1, PLCH2, PLCL1, PLCL2, PLD1, PLD2, PLEK, PLEK2, PLEKHA1, PLEKHA2, PLEKHA3, PLEKHA4, PLEKHA5, PLEKHA6, PLEKHA7, PLEKHA8, PLEKHB1, PLEKHB2, PLEKHC1, PLEKHF1, PLEKHF2, PLEKHG1, PLEKHG2, PLEKHG3, PLEKHG4, PLEKHG5, PLEKHG6, PLEKHH1, PLEKHH2, PLEKHH3, PLEKHJ1, PLEKHK1, PLEKHM1, PLEKHM2, PLEKHO1, PLEKHQ1, PREX1, PRKCN, PRKD1, PRKD2, PRKD3, PSCD1, PSCD2, PSCD3, PSCD4, PSD,  PSD2, PSD3, PSD4, RALGPS1, RALGPS2, RAPH1,
- RASA1, RASA2, RASA3, RASA4, RASAL1, RASGRF1, RGNEF, ROCK1, ROCK2, RTKN,
- SBF1, SBF2, SCAP2, SGEF, SH2B, SH2B1, SH2B2, SH2B3, SH3BP2, SKAP1, SKAP2, SNTA1, SNTB1, SNTB2, SOS1, SOS2, SPATA13, SPNB4, SPTBN1, SPTBN2, SPTBN4, SPTBN5, STAP1, SWAP70, SYNGAP1,
- TBC1D2, TEC,  TIAM1, TRIO, TRIOBP, TYL,
- URP1, URP2,
- VAV1, VAV2, VAV3, VEPH1

## Spoljašnje veze
- [мртва веза]
- orijentacija proteina u membranama families/superfamily-51 -